# Tell Berna
Tell Schirnding Berna (Pelham Manor, 23 juni 1892 – Nantucket, 5 april 1975), was een Amerikaanse atleet.

## Biografie
Berna nam deel aan het atletiek op de Olympische Zomerspelen 1912, zijn enige deelname aan een OS en won bij het nummer 3.000 meter voor teams de gouden medaille en de vijfde plaats op de 5000 meter.

## Persoonlijke records
| Onderdeel | Prestatie | Jaar |
| --------- | --------- | ---- |
| 5000 m    | 15.08,4   | 1912 |

## Palmares

### 3.000 meter team
- 1912:  OS - 9 punten

### 5.000 meter
- 1912: 5e OS - 15.10

### Veldlopen
- 1912: - OS - uitgevallen

1912: Tell Berna, George Bonhag, Abel Kiviat, Louis Scott, Norman Taber ·
1920: Horace Brown, Michael Devaney, Ivan Dresser, Arlie Schardt, Lawrence Shields ·
1924: Elias Katz, Frej Liewendahl, Paavo Nurmi, Ville Ritola, Eino Seppälä, Sameli Tala
- World Athletics: 14990965